# Модерн-Експо
Міжнародний холдинг «Модерн-Експо» — один із провідних виробників і постачальників торговельного обладнання в Центральній та Східній Європі. Головний офіс компанії знаходиться у Луцьку. 2016 року компанія налічувала понад 2500 працівників у 7 країнах. Група компаній постачає свою продукцію у понад 75 країн світу.[джерело?]

## Історія
Історія холдингу бере свій початок від заснування в 1993 році у м. Любліні підприємства «Дует» і у 1994 р. в Луцьку регіональної компанії «Модерн», з яких згодом «виросла» «Модерн-Експо». Вже за рік українське підприємство починає займатися власним виробництвом торговельних меблів. Основними матеріалами на той час були дерево та скло.
У 1997 році Петро Пилипюк та Богдан Лукасік розпочали ділову співпрацю та започаткували польсько-українську компанію зі стартовим капіталом в $100 тисяч. Відтак починає свій розвиток бренд «Модерн-Експо». На той час у м. Луцьк компанія виробляє скляні конструкції, вироби з ДСП та трубно-модульні конструкції для об'єктів торгівлі.[джерело?]
У 2000 році підприємство ввело в експлуатацію перші верстати FinPower і Ideal Line, що дало змогу поповнити асортимент компанії рішеннями для продуктового рітейлу, який тільки починає розвиватися в Україні — стелажними конструкціями «Модерн» і касовими боксами.[джерело?]
Вже через рік компанія викупила недобудований об'єкт радянського оборонного комплексу, завод «Іскра», де в майбутньому розмістилося виробництво і головний офіс.[джерело?]
У 2010 році «Модерн-Експо» почала виготовляти вироби з нержавіючої сталі. Нова продукція за традицією отримала назву «Берінг» (Bering).[джерело?]
На 2012 рік асортимент компанії складався з шести груп продуктів: торгових стелажів, касових боксів, обладнання з нержавіючої сталі, складських стелажів, POS-обладнання та систем проводки. У 2014 році «Модерн-Експо» запустила виробництво холодильного обладнання.[джерело?]

### Офіси та міжнародні філії
- 1997 рік  — відкрився головний офіс в місті Луцьк,
- 1997 рік  — почало працювати представництво у місті Люблін (Польща),
- 2003 рік  — відкрився офіс у місті Київ,
- 2003 рік  — відкрився офіс у місті Одеса,
- 2004 рік  — розпочав роботу офіс в місті Дніпро,
- 2009 рік  — починають свою роботу представництва в місті Берлін (Німеччина) та в місті Дубай (Об'єднані Арабські Емірати),
- 2015 рік  — відкрито представництва в місті Париж (Франція) та місті Лондон (Велика Британія).

### Митний пост «Луцьк»
- 2011 рік — на території СП ТОВ «Модерн-Експо» запрацював митний пост «Луцьк» Ягодинської митниці.[3]

## Рейтинги
- 2017 — ТОП-20 найбільших платників податків на Волині — 6 місце (68 783 610 грн.)[4]
- 1 півріччя 2019 — 5 місце за сплаченими податками у Волинській області[5]

## Участь у виставках та конкурсах
- Euroshop [Архівовано 1 квітня 2022 у Wayback Machine.] — міжнародна спеціалізована виставка обладнання, інфраструктури, технологій реклами, продажів і торгівлі (Дюссельдорф, Німеччина).
- Parcel + Post Expo [Архівовано 30 березня 2022 у Wayback Machine.] — провідна глобальна подія у галузях доставки, логістики електронної комерції та поштової індустрії.
- HACE — міжнародна виставка готельного бізнесу та кейтирингового обладнання (Каїр, Єгипет).
- FIA — міжнародна промислова виставка (Алжир).
- Retail Design Expo — щорічна виставка інновацій рішень, дизайнерських розробок, маркетингу, мерчандайзингу та торгового обладнання (Лондон, Англія).
- POPAI Awards [Архівовано 7 березня 2022 у Wayback Machine.] — щорічний конкурс в галузі маркетингу в ритейлі (Англія, Франція).
- Retail Show — щорічна виставка торговельного обладнання (Варшава, Польща).
- МаРГо – міжнародний форум технологій і обладнання для торгівлі (Київ, Україна).

## Президент України про «Модерн-Експо»
9 липня 2020 року відбулась зустріч Президента України Володимира Зеленського з волинськими бізнесменами. Вона проходила у стінах міжнародного холдингу «Модерн-Експо». Зеленський так оцінив рівень компанії: 
|  | Це вражає. Прекрасна компанія. Найголовніше, що може бути така сучасна компанія і платник податків. Ці дві речі у нас поки що в країні не об'єднуються 100 %. Це важливо, що такі компанії є |